# Jalalpur Sharif
 (avril 2019).
Jalalpur Sharif est une petite ville dans le district de Jhelum, dans la province du Pendjab, au Pakistan. Elle est parfois désignée comme le lieu de la bataille d'Alexandre et de Porus[réf. souhaitée].